# Мардж-ель-Хамам
Мардж-ель-Хамам (араб. مرج الحمام; досл. Голубиний луг) — місто в Йорданії, розташоване в провінції Ель-Асіма. 3 2007 року входить до складу Великого Амману як округ № 27, фактично являючись передмістям столиці країни. Мардж-ель-Хамам складається з 16 районів, зокрема черкеських кварталів, житлових та офісних комплексів тощо. Населення за переписом 2015 року становить 108 165 мешканців.